# 고려역사선양회
고려역사선양회는 고려시대의 성왕과 충신, 공신 등의 덕업을 선양하여 민족의 전통적인 정신문화 육성발전을 도모하기 위하여 1994년 8월 27일 설립된 사단법인이다. 사무실은 서울특별시 종로구 새문안로5가길 28, 1006호 (적선동, 광화문플래티넘)에 있다.

## 주요 사업
- 고려시대 민족문화유산의 개발전승과 성충위공 제현의 덕업선양 및 현창사업
- 국민의 민족정신선양 학술강연회